# Storyum
A Storyum egy felvidéki magyar szimfonikus elektro-metal zenekar, amely 2021-ben alakult. Zenei stílusa a modern metal és a szimfonikus elemek ötvözetére épül, energikus hangszereléssel és lírai dallamokkal. A zenekar eddig két angol nyelvű albumot adott ki: We Are The Fire (2022) és Freedom (2023). 2024 júliusában kiadták első magyar nyelvű nagylemezüket, Álmokon át címmel, amely a korábbi angol nyelvű dalok magyar verzióit, valamint a Magyar Kézilabda Szövetség számára írt "Köztünk nincs határ" című számot tartalmazza.
A Storyum tagjai: Flaškár "Raw" Veronika (ének), Zsigrai "Claire" Klára (ének), Janik "Joe" Zsolt (gitár, ének), Malík "Tie" Tibor (basszusgitár), Kiss "Görö" Mátyás (zongora, billentyűk, ének), és Csáno "Sifu" Norbert (dobok). A zenekar a jövőben is tervezi a szimfonikus elektro-metal műfaj népszerűsítését, és folytatja a határokon átívelő zenei tevékenységét.

## Története

### Őskor
A Storyum megalakulásának története az ezredforduló elejéig nyúlik vissza. Az akkoriban tizenéves Janik "Joe" Zsolt dobosként vált ismertté a Felvidéken, és számos koncerten bizonyította tehetségét. A saját dalokat játszó zenekar ötlete tőle származik, amely később az egyedi hangzásvilág alapját jelentette.
2010-ben Joe megalapította első zenekarát, amely saját szerzeményekkel lépett színpadra. A csapat azonban rövid időn belül feloszlott, miután a tagok különböző okokból távoztak. Ezt követően Joe szólóprojektként folytatta munkáját, amelynek 2011-ben már neve is volt: Storyum. A név Joe saját ötlete volt, amelyet egy álma ihletett.
Ebben az időszakban született meg a zenekar első angol nyelvű albuma, az Insomnia, amely a kezdeti kísérletezések és önálló zenei útkeresés lenyomata.

### Kezdetek (2021)
Joe zenésztársai az évek során többször cserélődtek, ám idővel néhány tag állandó szereplője lett a projektnek. Sifu dobosként, Tie basszusgitárosként, míg Raw énekesként csatlakozott a formációhoz. A fordulópont 2021-ben következett be, amikor Klára csatlakozott vokalistaként, majd Görö billentyűsként erősítette a csapatot. Ezzel a szólóprojekt hivatalosan is megszűnt, és a formáció zenekarrá alakult.
A névválasztás kérdése ekkor ismét előtérbe került, de a tagok egyetértettek abban, hogy a Storyum név tökéletesen tükrözi a formáció identitását. Így 2021-ben hivatalosan is megalakult a Storyum zenekar.
2021-ben a zenekar elkezdte megírni első nagylemezét, a We Are The Fire című albumot, valamint elkészítették koncertprogramjukat is. Az év második felétől már élő fellépéseket is tartottak.

### We Are The Fire (2022)
2022-ben megjelent a We Are The Fire album, amelyet az év első felében egy önálló nagykoncert követett. Ennek a koncertnek a felvételei a Generations című videóklipben kerültek felhasználásra.

### Freedom (2023)
2023 egy komoly mérföldő volt a zenekar számára. Leszerződtek a H-Music kiadóhoz, s ebben az évben adták ki második nagylemezüket, Freedom címmel, amely szintén angol nyelven készült. A lemez tartalmazta a Generations című dalt is. A Freedom megjelenését követően a Storyum a szlovákiai Pátria Rádió állandó szereplőjévé vált, és dalai helyet kaptak New York-i rádiók lejátszási listáin, valamint több dél-amerikai ország rádióiban is. Az év végén a zenekar szlovákiai és magyarországi televíziós műsorokban is szerepelt, amely tovább növelte ismertségüket.

### Köztünk nincs határ! (2024)
2024 a Storyum történetének eddigi legsikeresebb éve volt. Ebben az évben született meg a Köztünk nincs határ című dal, amelyet a Magyar Kézilabda Szövetség a magyar kézilabda hivatalos dalává választott. A dal májustól a magyarországi Petőfi Rádió lejátszási listáján is helyet kapott. A zenekar számos televíziós és rádiós interjúban szerepelt, tovább növelve ismertségét.
Az év elején jelent meg a zenekar harmadik nagylemeze, az Álmokon át, amely a Storyum első teljesen magyar nyelvű albuma. A lemez tartalmazza a Köztünk nincs határ című dalt bónuszként, valamint az Indulj el című átdolgozást, amely egy régi magyar népdalt dolgoz fel modern hangzásban. 2024-ben a zenekar több magyarországi és külföldi fesztiválon lépett fel, például a szerbiai Adán.
Az év második felében Almási Igor csatlakozott a zenekarhoz, aki a menedzseri feladatokat kezdte el ellátni. Ennek köszönhetően a zenekar professzionálisabb szervezéssel és még több lehetőséggel vágott neki a következő időszaknak.
A zenekar ebben az évben együtt dolgozhatott a Budapest Scoring Szimfonikus Zenekarral is, akiknek az újkori Star Wars és Wednesday zenéket köszönhetjük. A dalok hangzásáért pedig permanensen Cserfalvi Töfi Zoltán lett a felelős.
Az év során a zenekar elkezdett dolgozni legmonumentálisabbnak ígérkező kislemezén, amely a Remiel címet kapta, és 2025-re várható. 2024 végén több turnéállomást is egyeztettek a következő évre, így 2025-nek nagy reményekkel vágnak neki.

### 2025 - virágzás és tagcsere
2025 mérföldkőnek bizonyult a zenekar számára. A banda bekerült A Dal 2025 műsorba, és számos televíziós szereplésen kívül rengeteg rádióinterjún és élő adáson is bemutatkozott.
Tavasszal indult útjára a MobilMániával közös országos turné, amely során klub- és nagyszínpadi fellépéseken egyaránt játszottak. Májusban élő koncertet adtak a Petőfi Rádió Hajrá, Magyarok! című műsorában, majd hónap végén először léptek fel a Barba Negra Red Stage-en.
A legnagyobb változást azonban május 31-e hozta a Barba Negra-színpadán: az együttes hivatalosan is elbúcsúzott basszusgitárosától, Tie-tól, akit a poszton Nagy „Doki” Tibi váltott.
Júniusban jelent meg a „Itt nincs, ki parancsol” című kislemez, rajta az „Éljük át” és az „Ébredj fel” című dalokkal.
December 19-én indul a második nagyszabású turnéjuk a Leander Kills zenekarral, amely több felvidéki és magyarországi állomáson ígért közös fellépéseket.

## Tagok

### Jelenlegi tagok
- Janik Joe Zsolt - gitár, vokál
- Flaskár Raw Veronika - ének
- Zsigrai Klára - vokál
- Kiss Görö Mátyás - billentyűk, vokál
- Csáno Sifu Norbert - dobok
- Nagy Doki Tibi - Basszusgitár

### Korábbi tagok
- Malík Tie Tibor - Basszusgitár

## Diszkográfia

### Albumok
- 2022 - We Are The Fire
- 2023 - Freedom
- 2024 - Álmokon át

### Kislemezek
- 2024 - Köztünk nincs határ
- 2025 - Monoton
- 2025 - Itt nincs, ki parancsol